# Antonio Fargas

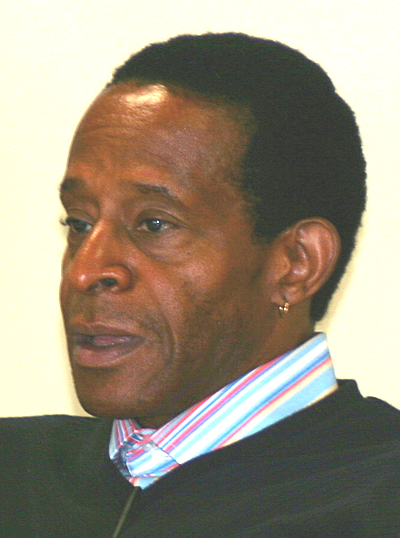
Antonio Fargas (2005)

Antonio Fargas (* 14. August 1946 in New York City) ist ein US-amerikanischer Schauspieler.

## Leben
Fargas wuchs als eines von elf Kindern auf, seine Mutter stammte aus Trinidad, sein Vater aus Puerto Rico. Seine erste Schauspielrolle hatte er in The Cool World, einem Drama über das harte Leben in Harlem. Bekannt wurde Fargas durch seine zahlreichen Nebenrollen in den bedeutendsten Blaxploitation-Filmen der 1970er Jahre, darunter Shaft, Ein Fall für Cleopatra Jones sowie Foxy Brown. In Car Wash – Der ausgeflippte Waschsalon spielte er 1976 die Hauptrolle, den Transvestiten Lindy. Bekanntheit bei den Fernsehzuschauern erlangte er durch seine Rolle als Huggy Bear in der Serie Starsky & Hutch, die er zwischen 1975 und 1979 in 89 Folgen spielte. Von 2005 bis 2009 spielte er den Ladenbesitzer Doc in der Serie Alle hassen Chris.
2004 war er einer der Kandidaten in der vierten Staffel der britischen Version von Ich bin ein Star – Holt mich hier raus!.
Sein Sohn Justin spielte von 2003 bis 2009 als Runningback bei den Oakland Raiders in der National Football League (NFL). Im März 2010 musste ein Knie von Justin Fargas arthroskopiert werden. Danach trennten sich die Raiders von Fargas, nachdem er bei der körperlichen Untersuchung durchgefallen war. Er unterschrieb am 11. August 2010 einen Vertrag bei den Denver Broncos, wo er aber kein Spiel machte und Ende des Monats wieder entlassen wurde.

## Filmografie (Auswahl)
- 1964: The Cool World
- 1971: Shaft
- 1973: Ein Fall für Cleopatra Jones (Cleopatra Jones)
- 1974: Einsatz in Manhattan (Kojak, Fernsehserie, Folge 2x15 Loser Takes All)
- 1974: Foxy Brown
- 1974: Spieler ohne Skrupel (The Gambler)
- 1974: Abschied von einer Insel (Conrack)
- 1975–1979: Starsky & Hutch (Starsky and Hutch, Fernsehserie, 89 Folgen)
- 1976: Car Wash – Der ausgeflippte Waschsalon (Car Wash)
- 1978: Pretty Baby
- 1980: Drei Engel für Charlie (Charlie’s Angels, Fernsehserie, Folge 5x03 Angels of the Deep)
- 1984: Der Feuerteufel (Firestarter)
- 1986: Schnee in Florida (Florida Straits)
- 1988: Ghettobusters (I’m Gonna Git You Sucka)
- 1988: Blue Jean Cop (Shakedown)
- 1988: Miami Vice (Fernsehserie, Folge 4x22 Mirror Image)
- 1991: MacGyver (Fernsehserie, Folge 7x06 Walking Dead)
- 1991: Alienkiller (The Borrower)
- 1991: Final Attack (Howling VI: The Freaks)
- 1994: Der Prinz von Bel-Air (The Fresh Prince of Bel–Air, Fernsehserie, Folge 5x08 Soooooooul Train)
- 1996: Hip Hop Hood – Im Viertel ist die Hölle los (Don’t Be a Menace to South Central While Drinking Your Juice in the Hood)
- 2001: Osmosis Jones (Stimme)
- 2005–2009: Alle hassen Chris (Everybody Hates Chris, Fernsehserie, 25 Folgen)
- 2006: Die Simpsons (The Simpsons, Fernsehserie, Folge 17x14 Bart Has Two Mommies, Stimme)
- 2008: Numbers – Die Logik des Verbrechens (Numb3rs, Fernsehserie, Folge 5x08 Thirty–Six Hours)
- 2008: Sucker Punch
- 2009: Lie to Me (Fernsehserie, Folge 1x05 Unchained)
- 2013: Silberglöckchen (Silver Bells)
- 2014: House of Lies (Fernsehserie, Folge 3x09 Zhang)
- 2017: Beyond Skyline (Film)
- 2018: Black Lightning (Fernsehserie, Folge 1x05 And Then the Devil Brought the Plague: The Book of Green Light)
- 2018: Code Black – Ärzte am Limit (Code Black, Fernsehserie, Folge 3x08 Home Stays Home)